# LeRoy (Kansas)
LeRoy è un comune degli Stati Uniti d'America, situato nello Stato del Kansas, nella Contea di Coffey.